# Jean de Marco
Jean de Marco (Parigi, 2 maggio 1898 – 8 luglio 1990) è stato uno scultore italiano naturalizzato statunitense.

## Biografia
Figlio di Antonio De Marco e Mariangela Bordone, era il primogenito di cinque fratelli. Studiò all'École National des Arts Decoratifs di Parigi.  Dopo gli studi, lavorò per quattro anni come apprendista nello studio di uno scultore e successivamente  per le fonderie d'arte di Claude Valsuani (Fonderie Valsuani). Prese parte alla prima guerra mondiale con l’Esercito Italiano, ed è stato decorato con la croce di guerra.
Quando il celebre scultore  Paul Wayland Bartlett morì a Parigi nel 1925, la sua vedova assunse Jean De Marco per fondere molti bozzetti di suo marito e completare alcune opere incompiute in bronzo.
De Marco si spostò negli Stati Uniti nel 1928, dove divenne un cittadino U.S.A. naturalizzato e, nel 1936, sposò la scultrice americana Clara Fasano.
Jean De Marco e sua moglie, la scultrice Clara Fasano, hanno vissuto a New York e  a Greenwich, nel Connecticut.
Nel 1968 si trasferì in Italia, a Cervaro (FR) dove è vissuto fino al 1990 anno della sua morte.

## Insegnamento
Jean De Marco ha insegnato scultura al Bennett Junior College, Millbrook di New York; alla scuola del Museum of Fine Arts di Boston; alla Columbia University di New York; alla scuola dell'Accademia dal 1959 al 1968;  e alla National Academy of Design, di cui era membro. Era anche membro della National Sculpture Society e del National Institute of Arts and Letters.

## Opere
Tra le sue opere pubbliche figurano rilievi di Mosè e Saint Louis eseguiti alla fine degli anni '40 per la Camera dei rappresentanti degli Stati Uniti; inoltre è stato autore del War Memorial Coast al Presidio di San Francisco.
Esperto di arte liturgica religiosa e medaglistica, ha prodotto numerosi lavori di scultura; alcuni di essi possono essere visti alla University of Notre Dame di South Bend, alla House of Theology di Centerville nell'Ohio, alla Basilica del Santuario Nazionale dell'Immacolata Concezione a Washington D.C.,  alla Cattedrale di Baltimora dedicata a Maria SS. Assunta.
Le sue opere non religiose includono quelle del Campidoglio degli Stati Uniti a Washington, altre esposte al Metropolitan Museum of art di NY, al Museo di arte moderna, al Museo di Brooklyn, al Norfolk Museum of art and science.
Altre opere sono state esposte alla Pennsylvania Academy of Fine Arts, all'Art Institute of Chicago, alla National Academy of Design, alla World Fair del 1939 e al Boston Museum of Fine Arts.

## Riconoscimenti
Ha vinto numerosi premi: quelli conferiti  dall'American Academy of Arts and Letters, dalla National Academy of Design e dalla National Sculpture Society, oltre al Daniel Chester French Award e alla Henry Hering Medal. Per le opere esposte nelle esposizioni annuali, ha ricevuto la medaglia d'oro dell'Accademia Saltus nel 1947, il premio Cannon nel 1956,  la medaglia Watrous nel 1966.
Trasferitosi  in Italia, a Cervaro (provincia di Frosinone) terra d’origine della sua famiglia, nel 1968, ha proseguito la sua incessante produzione artistica, realizzando il monumento ai caduti della seconda guerra mondiale, numerose statue per le chiese del paese, un ciclo di bassorilievi per la biblioteca del monastero di Montecassino, e molte altre opere per collezioni private.
È morto a Cervaro l'8 luglio 1990.
I suoi documenti sono conservati alla Syracuse University nello stato di New York.
Jean De Marco Papers sono divisi in quattro serie. Il materiale biografico contiene un album con fotografie del lavoro di De Marco, sue note biografiche e un catalogo con informazioni biografiche della National Academy of Design School of Fine Arts. Corrispondenza sia in entrata che in uscita, separata. I file del soggetto contengono fotografie di De Marco e delle sue opere e un album della dedica del War Memorial al Presidio di San Francisco. Il materiale pubblicato include avvisi di mostre e articoli di riviste su De Marco.